# 김형래
김형래(1940년 1월 4일~2010년 2월 25일)는 대한민국의 정치인이다. 제11·12대 국회의원을 지냈다.

## 약대 선거 결과
|  | 21.6% |

|  | 35.80% |

|  | 19.68% |

|  | 26.43% |